# Giovanni Battista Scapinelli di Leguigno
Giovanni Battista Scapinelli di Leguigno (Verolanuova, 14 ottobre 1908 – 30 giugno 1971) è stato un arcivescovo cattolico e nobile italiano.

## Biografia
Giovanni Battista nacque il 14 ottobre 1908 a Verolanuova; era figlio del conte Alessandro Scapinelli di Leguigno e di Ines Guidoni. La famiglia ricevette una medaglia d'argento al valor militare alla memoria di Antonio, fratello maggiore di Giovanni Battista, che morì nella grande guerra il 21 maggio 1916.
Della nobile famiglia Scapinelli, conti di Leguigno, era membro anche Raffaele Scapinelli di Leguigno, nominato arcivescovo titolare di Laodicea di Siria e successivamente cardinale. Lo zio cardinale morì proprio nell'anno dell'ordinazione presbiterale di Giovanni Battista.

### Formazione e ministero sacerdotale
Giovanni Battista, dopo aver frequentato il Seminario di Massa nella Diocesi di Apuania (oggi Diocesi di Massa Carrara-Pontremoli), divenne sacerdote il 10 giugno 1933 ricevendo l'ordinazione nella cattedrale di Massa dal vescovo Giuseppe Bertazzoni. Come suo primo incarico fu nominato parroco di Càlice al Cornoviglio (oggi appartenente al territorio della Diocesi di La Spezia).

### Servizio diplomatico e ministero episcopale
Nel 1937, dopo aver frequentato la  Pontificia Accademia Ecclesiastica, entrò nel servizio diplomatico della Santa Sede ricoprendo diversi incarichi diplomatici nelle nunziature apostoliche e presso la Santa Sede. Nel 1937 venne inviato in Uruguay come segretario della Nunziatura apostolica di Montevideo, fino all'aprile del 1946. Rientrato a Roma nel 1947 ricoprì importanti incarichi quale consultore e sottosegretario della Sacra congregazione per i religiosi, membro della Pontificia commissione per la cinematografia, la radio e la televisione, amministratore dell'Ospizio apostolico dei convertendi. Dopo un breve servizio come Consigliere presso la Nunziatura apostolica di Bruxelles, fu nominato sottosegretario agli Affari straordinari presso la Segreteria di Stato della Santa Sede dal 1956 al 1961.
Dal 1961 al 1965 fu assessore della Congregazione per le Chiese orientali. Il 28 agosto 1962 papa Giovanni XXIII lo nominò arcivescovo titolare "pro hac vice" di Laodicea al Libano e lo consacrò lui stesso il successivo 21 settembre 1962.
Poiché le condizioni di salute non gli consentivano di attendere al compimento delle responsabilità del suo ufficio, il 25 settembre 1965 papa Paolo VI accolse a malincuore le sue dimissioni e lo nominò canonico della basilica patriarcale di San Pietro.
Morì prematuramente in Vaticano il 30 giugno 1971, a causa di una malaria che aveva contratto in America Latina. È sepolto al Verano di Roma nella cappella dei canonici della basilica di San Pietro.
Durante la sua vita mantenne un legame affettivo con la cattedrale di Massa. In occasione dei festeggiamenti per l'elevazione della chiesa cattedrale a basilica minore nel 1965, donò un oggetto sacro che era stato precedentemente offerto da papa Pio X ad un altro prelato della famiglia Scapinelli, lo zio cardinale Raffaele Scapinelli di Leguigno: un calice di papa Pio IX recante iscrizioni relative agli avvenimenti più rilevanti riguardo alla sua vita e al suo pontificato. Nello stesso anno, il 31 gennaio, fu nominato canonico onorario con decreto del vescovo Carlo Boiardi. In occasione della sua morte, la diocesi di Apuania pubblicò un necrologio in cui si attribuiva proprio alla sua persona l'interessamento per il conferimento del titolo di basilica. Alla sua morte lasciò il suo pastorale e le sue onorificenze alla cattedrale di Massa.

## Genealogia episcopale
La genealogia episcopale è:
- Cardinale Scipione Rebiba
- Cardinale Giulio Antonio Santori
- Cardinale Girolamo Bernerio, O.P.
- Arcivescovo Galeazzo Sanvitale
- Cardinale Ludovico Ludovisi
- Cardinale Luigi Caetani
- Cardinale Ulderico Carpegna
- Cardinale Paluzzo Paluzzi Altieri degli Albertoni
- Papa Benedetto XIII
- Papa Benedetto XIV
- Papa Clemente XIII
- Cardinale Bernardino Giraud
- Cardinale Alessandro Mattei
- Cardinale Pietro Francesco Galleffi
- Cardinale Filippo de Angelis
- Cardinale Amilcare Malagola
- Cardinale Giovanni Tacci Porcelli
- Papa Giovanni XXIII
- Arcivescovo Giovanni Battista Scapinelli di Leguigno